# Circuito de la WTA
El Circuito de la WTA (oficialmente WTA Tour) es una serie de torneos oficiales de tenis femenino que organiza la Asociación de Tenis Femenino (WTA). Su equivalente masculino es el ATP Tour que organiza la Asociación de Tenistas Profesionales (ATP).
Se trata del máximo nivel de competición del tenis femenino profesional, al que siguen los torneos WTA 125s, como segundo nivel, que también organiza la ATP, y el Circuito Femenino ITF, como tercer nivel, que organiza la Federación Internacional de Tenis (ITF).

## Torneos
El WTA Tour se compone de los siguientes torneos:
- Grand Slam, que supervisa la ITF
- WTA 1000 (9 torneos)
- WTA 500 (13 torneos)
- WTA 250 (32 torneos)

Al final de la temporada, se disputan las WTA Finals y el WTA Elite Trophy. Además, la Copa Billie Jean King que organiza la ITF, también se incluye en el circuito. 

## Historia
Entre 1988 y 2008 se denominaban Torneos Tier:
1. WTA Tier I (mínimo de $1.340.000): eran 9 torneos Tier I.
2. WTA Tier II (mínimo de $600.000): eran 16 torneos Tier II.
3. WTA Tier III (mínimo de $175.000): eran 17 torneos Tier III.
4. WTA Tier IV (mínimo de $145.000): eran 12 torneos Tier IV.

En 2009 se agruparon los Tier I y Tier II bajo la denominación Premier, y los Tier III y Tier IV bajo la denominación International:
1. Premier (mínimo de $776.000): eran 21 torneos.
2. International ($250.000): eran 29 torneos.

En 2021 Premier Mandatory y Premier 5 (subcategorías de los Premier) se fusionaron para empezar a llamarse WTA 1000, y los torneos Premier (subcategoría de los Premier) empezaron a llamarse WTA 500, mientras que los International se convirtieron en WTA 250.

## Ranking WTA
| Clasificación WTA (individuales) 23 de mayo de 2022 | Clasificación WTA (individuales) 23 de mayo de 2022 | Clasificación WTA (individuales) 23 de mayo de 2022 | Clasificación WTA (individuales) 23 de mayo de 2022 |
| N°                                                  | Tenista                                             | Puntos                                              | Cambios                                             |
| --------------------------------------------------- | --------------------------------------------------- | --------------------------------------------------- | --------------------------------------------------- |
| 1                                                   | Iga Świątek                                         | 7061                                                | Sin cambios                                         |
| 2                                                   | Barbora Krejčíková                                  | 4911                                                | Sin cambios                                         |
| 3                                                   | María Sákkari                                       | 4726                                                | 1                                                   |
| 4                                                   | Paula Badosa                                        | 4620                                                | Sin cambios                                         |
| 5                                                   | Ons Jabeur                                          | 4290                                                | 1                                                   |
| 6                                                   | Anett Kontaveit                                     | 4176                                                | 1                                                   |
| 7                                                   | Aryna Sabalenka                                     | 4075                                                | Sin cambios                                         |
| 8                                                   | Karolína Plíšková                                   | 3747                                                | Sin cambios                                         |
| 9                                                   | Jessica Pegula                                      | 3330                                                | 2                                                   |
| 10                                                  | Danielle Collins                                    | 3325                                                | 1                                                   |
| 11                                                  | Cori Gauff                                          | 3185                                                | 12                                                  |
| 12                                                  | Garbiñe Muguruza                                    | 3040                                                | 2                                                   |
| 13                                                  | Emma Raducanu                                       | 2979                                                | 1                                                   |
| 14                                                  | Daria Kasatkina                                     | 2835                                                | 6                                                   |
| 15                                                  | Leylah Fernández                                    | 2650                                                | 3                                                   |
| 16                                                  | Jeļena Ostapenko                                    | 2605                                                | 3                                                   |
| 17                                                  | Belinda Bencic                                      | 2585                                                | 3                                                   |
| 18                                                  | Victoria Azarenka                                   | 2515                                                | 3                                                   |
| 19                                                  | Elena Rybakina                                      | 2495                                                | 3                                                   |
| 20                                                  | Angelique Kerber                                    | 2474                                                | 3                                                   |

| Clasificación WTA (dobles) 9 de mayo de 2022 | Clasificación WTA (dobles) 9 de mayo de 2022 | Clasificación WTA (dobles) 9 de mayo de 2022 | Clasificación WTA (dobles) 9 de mayo de 2022 |
| N°                                           | Tenista                                      | Puntos                                       | Cambios                                      |
| -------------------------------------------- | -------------------------------------------- | -------------------------------------------- | -------------------------------------------- |
| 1                                            | Kateřina Siniaková                           | 7565                                         | Sin cambios                                  |
| 2                                            | Elise Mertens                                | 7410                                         | Sin cambios                                  |
| 3                                            | Barbora Krejčíková                           | 6696                                         | Sin cambios                                  |
| 4                                            | Veronika Kudermétova                         | 6215                                         | Sin cambios                                  |
| 5                                            | Shuai Zhang                                  | 5440                                         | Sin cambios                                  |
| 6                                            | Gabriela Dabrowski                           | 5155                                         | Sin cambios                                  |
| 7                                            | Hsieh Hsieh                                  | 4865                                         | Sin cambios                                  |
| 8                                            | Ena Shibahara                                | 4780                                         | Sin cambios                                  |
| 9                                            | Shuko Aoyama                                 | 4480                                         | Sin cambios                                  |
| 10                                           | Cori Gauff                                   | 4085                                         | Sin cambios                                  |
| 11                                           | Desirae Krawczyk                             | 3820                                         | 1                                            |
| 9                                            | Andreja Klepač                               | 3765                                         | 1                                            |
| 13                                           | Samantha Stosur                              | 3673                                         | Sin cambios                                  |
| 14                                           | Demi Schuurs                                 | 3560                                         | Sin cambios                                  |
| 15                                           | Giuliana Olmos                               | 3505                                         | Sin cambios                                  |
| 16                                           | Storm Sanders                                | 3425                                         | Sin cambios                                  |
| 17                                           | Lucie Hradecká                               | 3280                                         | 2                                            |
| 18                                           | Darija Jurak Schreiber                       | 7061                                         | 1                                            |
| 19                                           | Caty McNally                                 | 3082                                         | 1                                            |
| 20                                           | Anna Danilina                                | 2911                                         | Sin cambios                                  |